# 高野孟矩

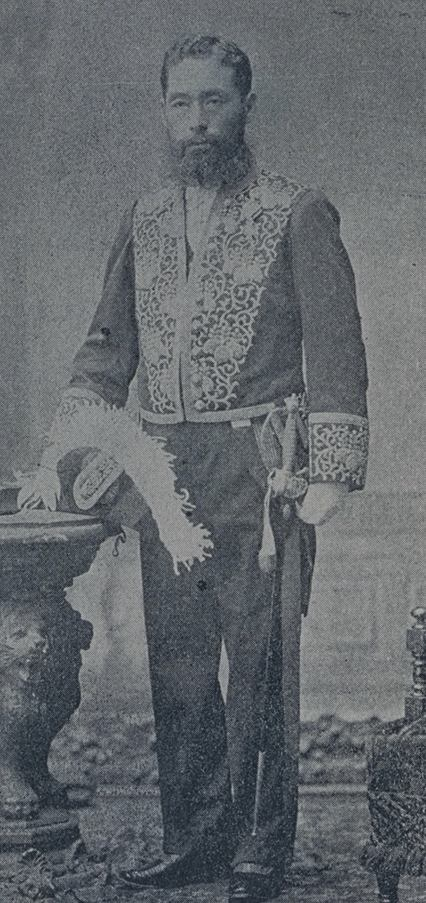
高野孟矩

高野 孟矩（たかの たけのり、1854年2月20日（嘉永7年1月23日）- 1919年（大正8年）1月4日）は、日本の検事、裁判官、弁護士、政治家、実業家。

## 生涯

### 生い立ち
1854年2月20日（嘉永7年1月23日）、仙台藩一門亘理伊達家の家臣（陪々臣）である高野孟直、ひさ子の次男として磐城国宇多郡谷地小屋村（現在の福島県相馬郡新地町）に生まれる。
1868年（明治元年）、戊辰戦争に藩軍として従軍。
観海館を卒業し、角田県立学校助教、磐前県聴訟課三春出張所勤務を経て上京、東京で大木喬任の書生となった。

### 法曹として
1880年（明治13年）に大木の推薦により検事に任用され、大阪上等裁判所、島根県松江裁判所等で勤務した。
1883年（明治16年）、判事に転任。
1891年（明治24年）札幌裁判所長、1894年（明治27年）新潟地方裁判所長を歴任した。
1896年（明治29年）5月13日、初代台湾総督府高等法院長に就任、台湾総督府民政局法務部長も兼任した。
同年6月7日、首相伊藤博文、海相西郷従道、台湾総督桂太郎らと共に巡洋艦吉野で台湾に赴任。
1897年（明治30年）、台湾総督府高等法院長の職にあった高野孟矩は乃木希典台湾総督の上奏を受けた内閣により10月1日非職を命ぜられた。高野は非職の命令に対し違憲であるとして抵抗を繰り返した結果、当時の内閣総理大臣であった松方正義により12月18日付で懲戒免官、正五位返上を申し付けられ、最終的に警察の力を以て庁舎から排除されることとなった（高野孟矩非職事件）。

### 政治家として
1902年（明治35年）8月10日、宮城県郡部選挙区から第7回衆議院議員総選挙に出馬し落選。
同年12月3日、東京地裁検事局に弁護士登録。
1903年（明治36年）3月1日、第8回総選挙で初当選。
1904年（明治37年）3月1日、第9回総選挙で落選。
1908年（明治41年）5月15日、第10回総選挙で再び当選。
高野が社長を務める新宝石油株式会社に係わる詐欺事件で禁錮刑を受けていた件が衆議院議員選挙法違反であるとして国会で審議され、賛成多数で退職することとなった。これにより勲五等を褫奪された。
1919年（大正8年）1月4日、自己の経営する宮城県牡鹿郡稲井村金山金鉱の調査のため仙台駅に立ち寄った際、駅の待合所で卒倒しそのまま死去した。